# مسجد الأبرار
مسجد الأبرار هو واحد من أقدم المساجد في سنغافورة.

## الموقع
يقع المسجد على طول شارع تيلوك آير في منطقة الحي الصيني ضمن المنطقة المركزية، منطقة الأعمال المركزية في سنغافورة، يعرف المسجد بثلاثة أسماء هي مسجد الأبرار، كوشو بالي، مسجد شوليا، مسمى مسجد الأبرار هو الاسم الرسمي، في حين كوشو بالي يعني مسجد الكوخ هو انعكاس لأول هيكل متواضع بُني منه المسجد .

## التاريخ
في عام 1827 استخدم المصلين في بناء مسجد الأبرار القش في شكل كوخ كمكان مؤقت للعبادة، واستمر ذلك حتى استبدال المبنى إلى مبنى مبني من الطوب وذلك في الفترة بين (1850 - 1855)، في عام 1829 منحت جماعة المسجد على عقد إيجار لمدة 999 سنة في الأرض التي أوقفت كمسجد، في عام 1910 تم تعيين خمسة أمناء جدد للمسجد كانوا أمناء مشتركين لثلاثة مساجد هي مسجد الأبرار والمسجد الجامع ومسجد داغور دورغا، المسجد بُني أساسا من قاعة للصلاة من طابق واحد، ويعد فمن أبسط المساجد بالمقارنة بنظيراته في سنغافورة، ماذن المسجد تشبه الأبراج وهي خالية من العناصر الزخرفية، باستثناء القبة البصلية الصغيرة على قمة كل مأذنة، بقي المسجد في هذا النموذج لأكثر من قرن، ولم يخلوا مع الإصلاحات طفيفة من عام 1950 إلى منتصف عام 1980، ولكن في عام 1986 وفي عام 1989 أجريت تجديدات كبرى خارج المسجد، وتم تحويل المسجد القديم إلى مسجد كبير .

## الصور

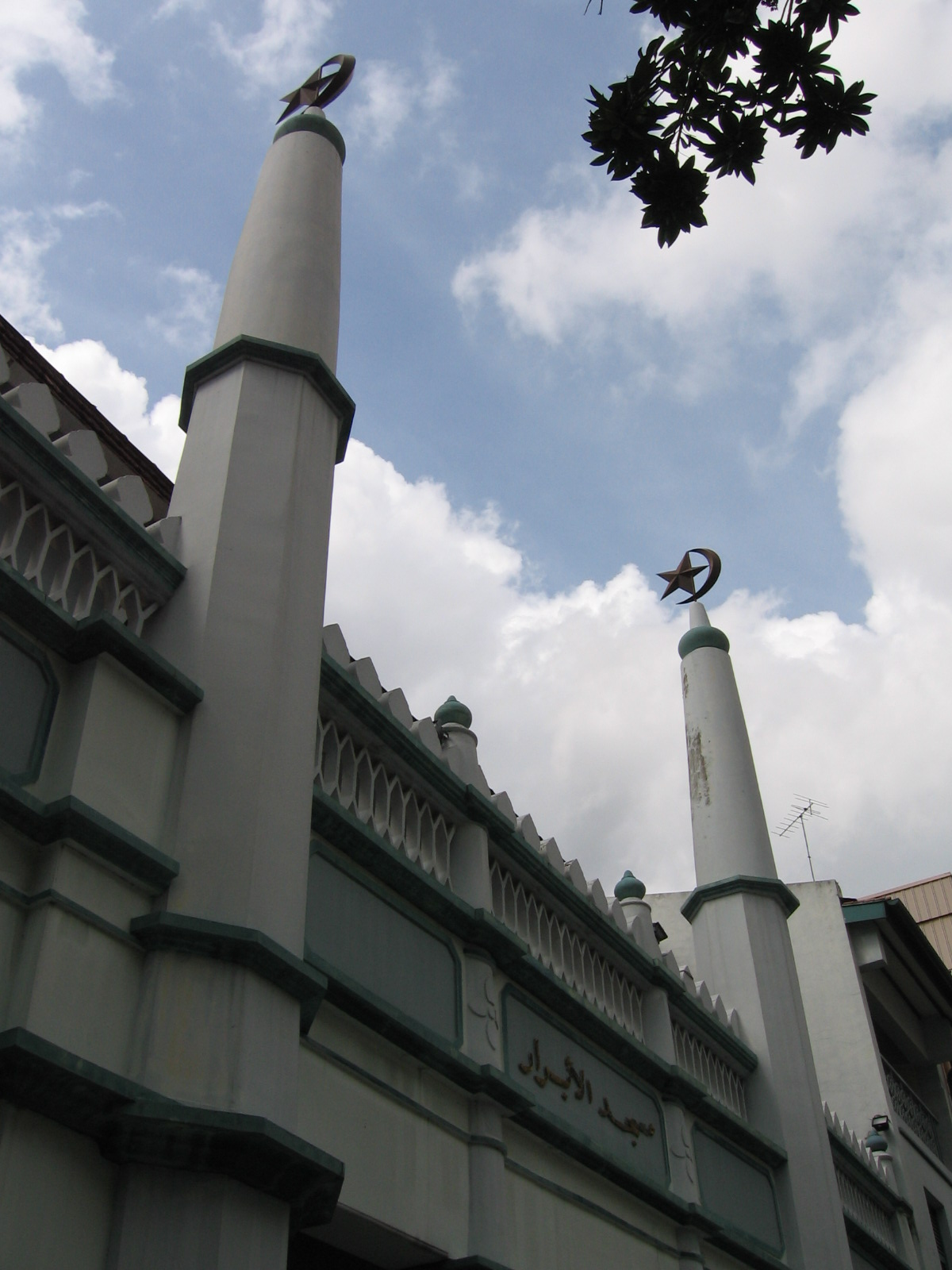
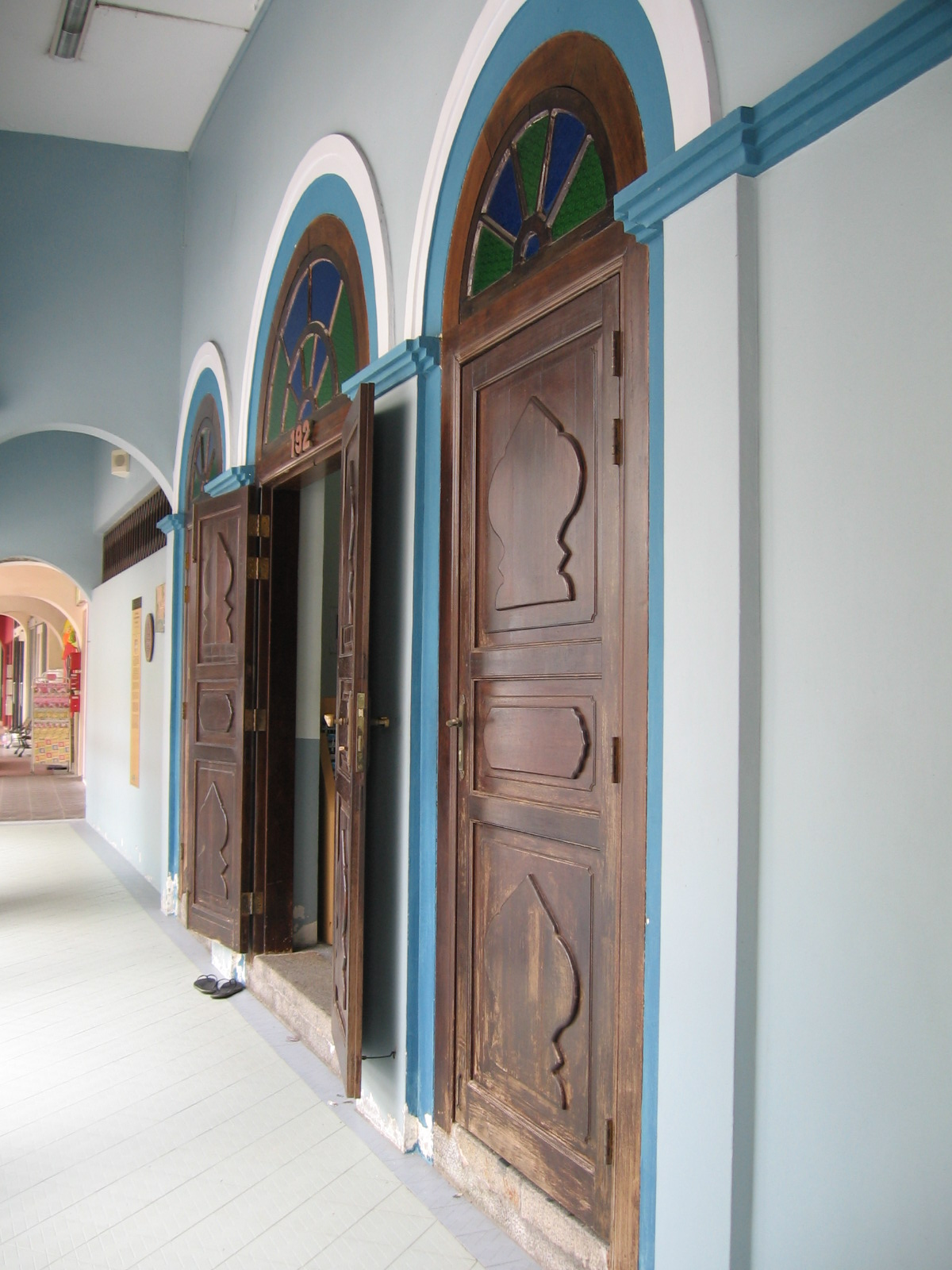
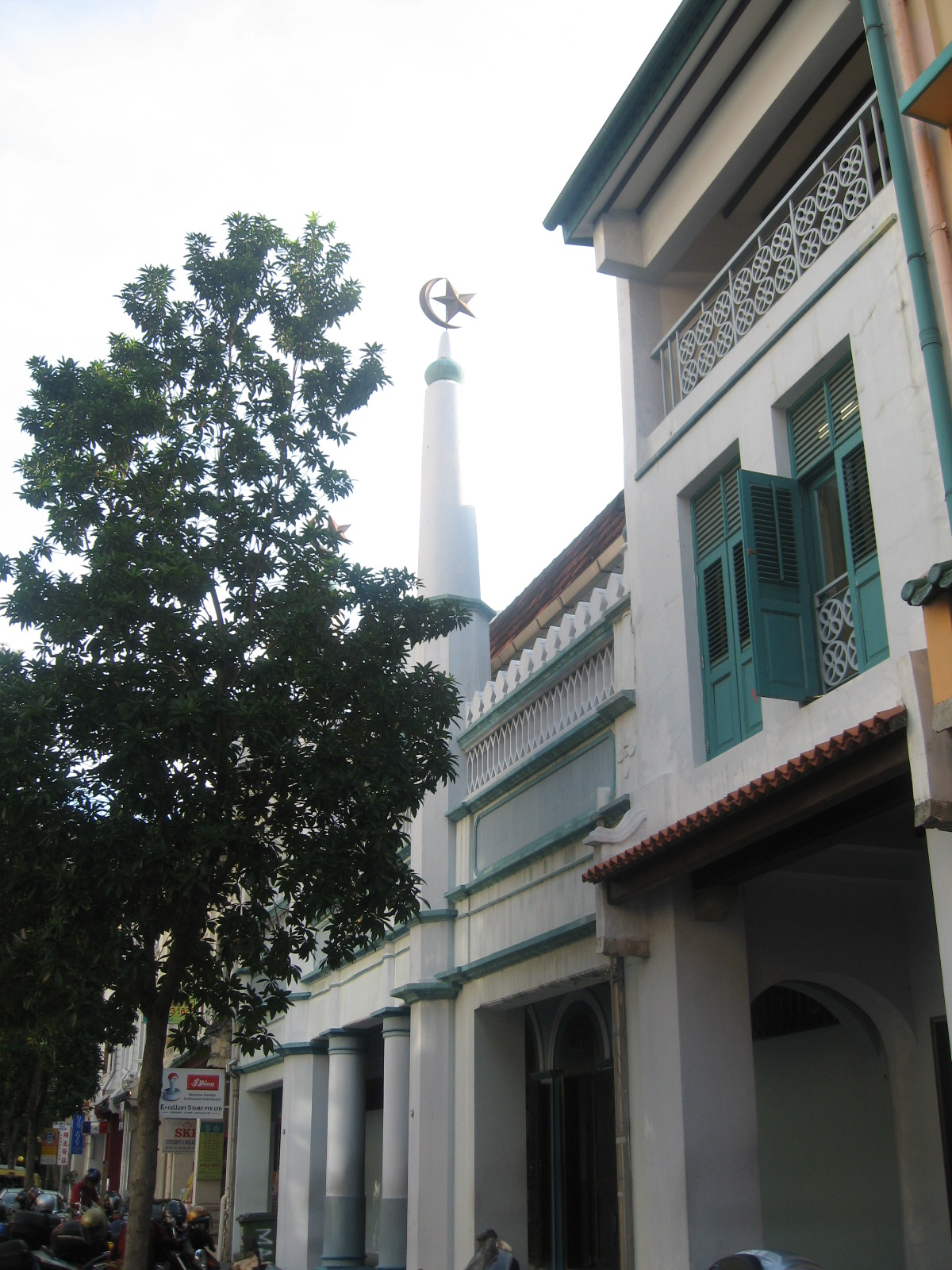
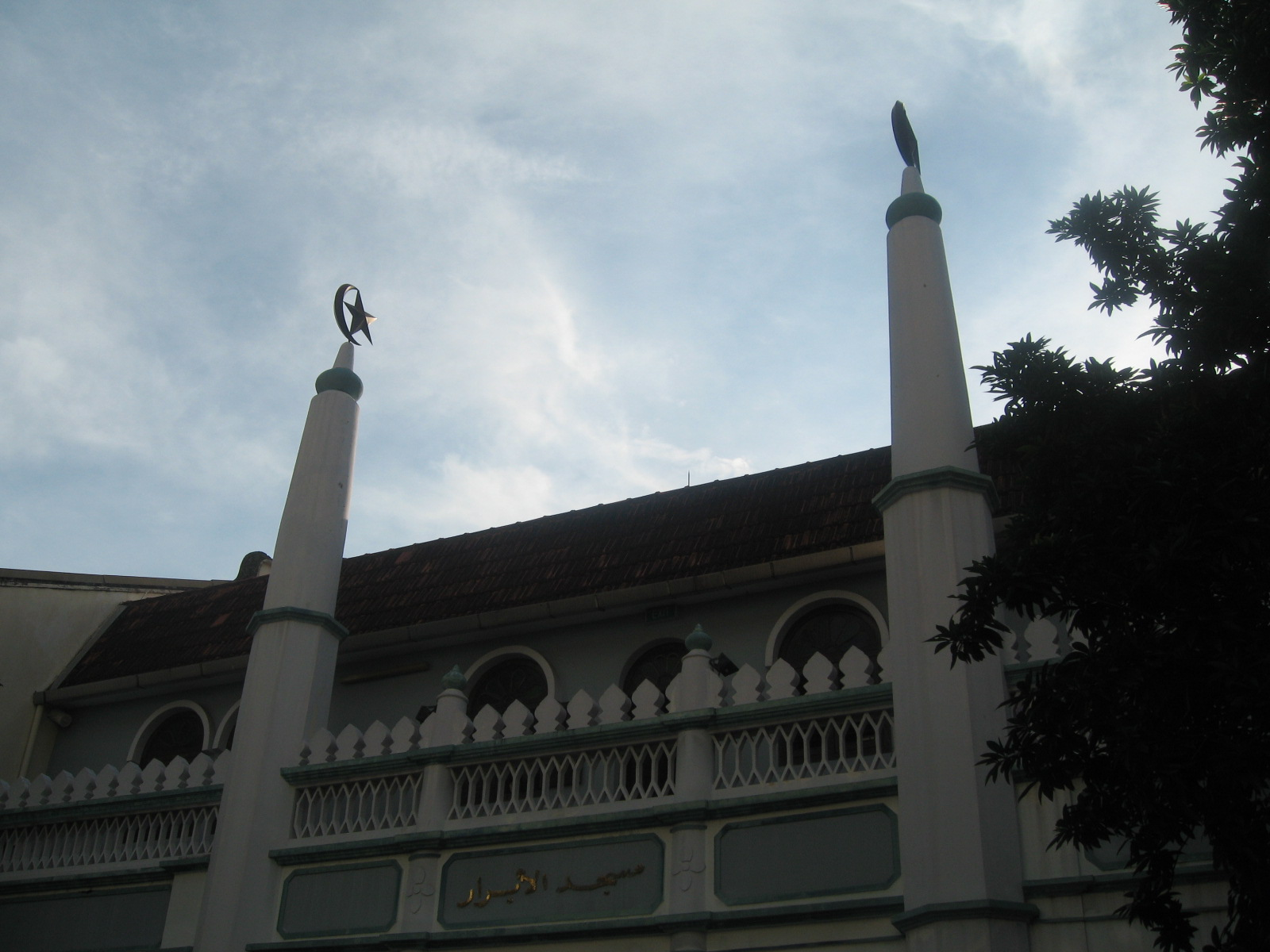
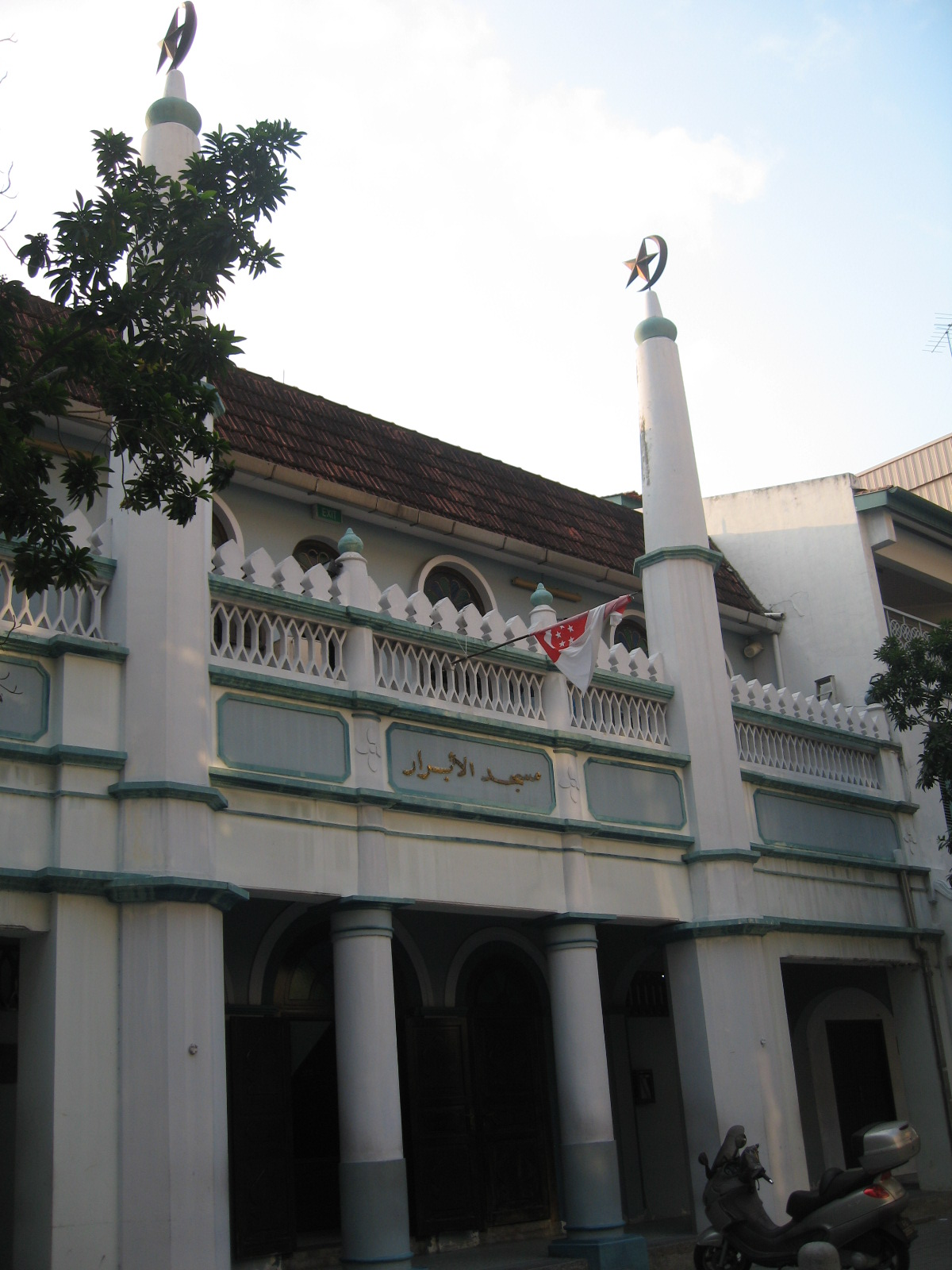

## وصلات خارجية
- موقع مسجد الأبرار على الخريطة